# بالماريا (مدفعية)
بالماريا هو هاوتزر ايطالي ذاتي الحركة يستعمل العيار القياسي لحلف شمال الاطلسي 155 مم (6.1″).

## التاريخ
طور بواسطة OTO Melara للسوق للخارجي، بدأت عملية التطوير في عام 1977, وظهر أول نموذج مبدئي في العام 1981.

## التصميم
شاسية البلماريا مبني علي دبابة القتال الرئيسية أو أف 40.
التسليح الرئيسي هو مدفع هاوتزر 155مم, مع رشاش 7.62مم أو 12.7مم كتسليح ثانوي. الهاوتزر يمتلك نظام تلقيم الي، مما يوفر معدل ناري قادر علي اطلاق قذيفة واحدة كل 15 ثانية أو نظام الدفعات القادر علي اطلاق 3 قذائف كل 25 ثانية. يمتلك الملقم 23 قذيفة جاهزة مع 7 اخري في البدن. واضعين في الاعتبار التلقيم اليديوي للشحنة، المعدل الاجمالي للرماية يكون عادتاً قذيفة واحدة في الدقيقة لمدة ساعة واحدة. الرماية المكثقة تكون باربع قذائف في الدقيقة. والرماية بشكل مستمر تكون بقذيفة واحدة كل ثلاث دقائق لزمن غير محدود.تتوفر تشكيلة واسعة من ذخائر اللـ155مم متضمنة قذائف سيميلالمطورة خصيصا والقادرة علي بلوغ مدي 24.7كم والقذائف المعززة صاروخيا مع ذات مدي 30كم.
البرج هيدروليكي مع امكانية التحكم اليدوي.يدور 360 درجة وبارتفاعمن -4 درجة الي +70. ولديه مزود طاقة مساعد خاص به مما يساهم في المحافظة علي الوقود للمحرك الرئيسي.

## تاريخ التشغيل

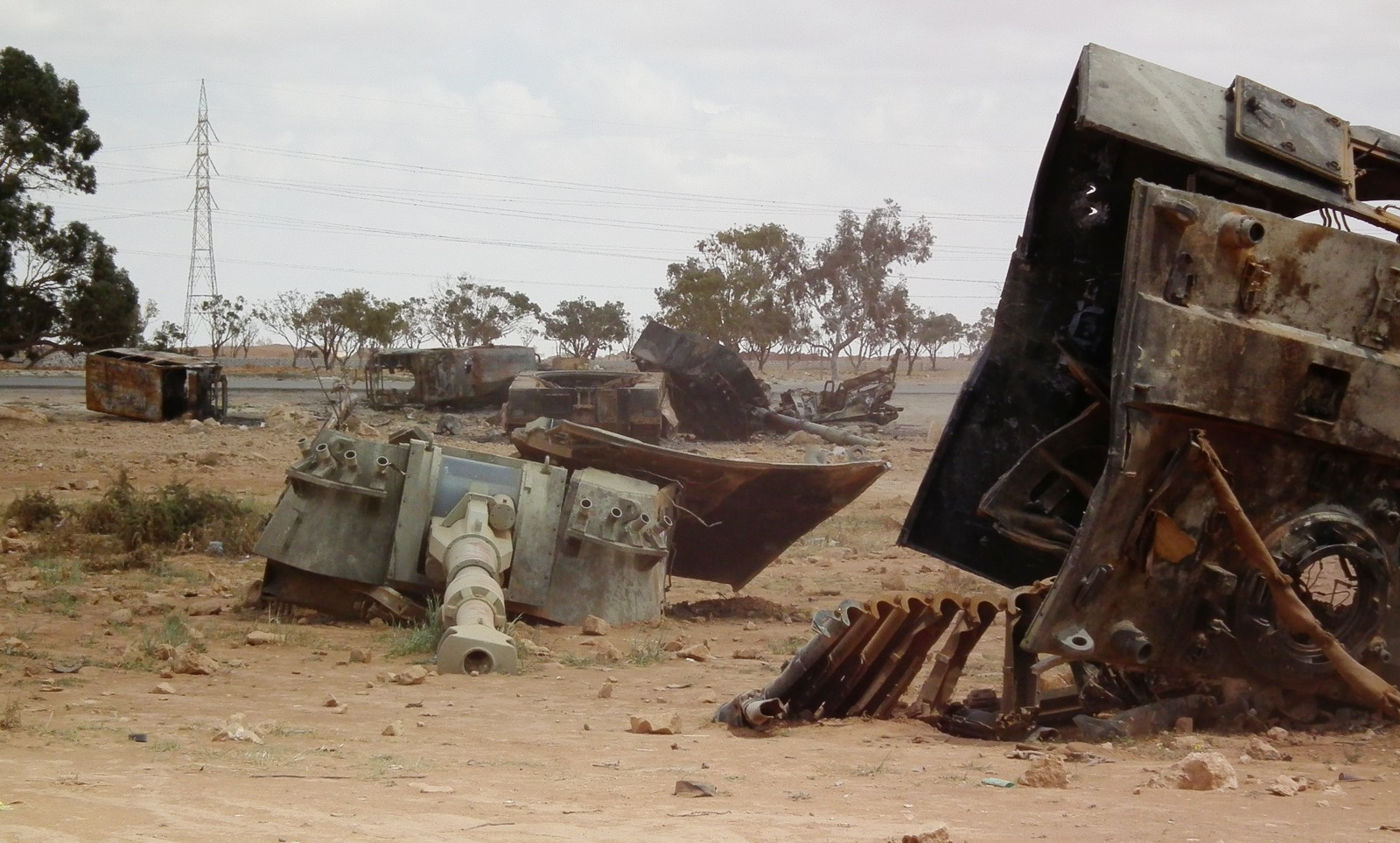
بالماريا تابعة للجيش الليبي دمرتها القوات الجوية الفرنسية قرب بنغازي في 19 من مارس 2011. في عملية هارماتان

ليبيا كانت أول دولة خارجية تقتني البالماريا، وبدايتاً طلبت 210 في عام 1982. وشملت مدفعية الجيش الليبي 160 بالماريا في العام 2004. تم تدمير العديد منها خلال الثورة الليبية والحرب الاهلية الليبية كنتيجة للتدخل الاممي العسكري.
مستخدم اخر كان نيجيريا، التي اخذت 25 بالماريا في العام 1982,والأرجنتين اقتنت اخر 25 الية في عام 1986. الأرجنتين ركبت أبراج البلماريا علي شاسية الدبابة الارجينتينية المتوسطة «تام». كبديل اخر محتمل للمدفع ذاتي الحركة ام كي اف-3, والمبني علي شاسية أيه أم أكس-13. وهذه المركبة عرفت باسم تام في سي ايه بالماريا.

## المشغلون

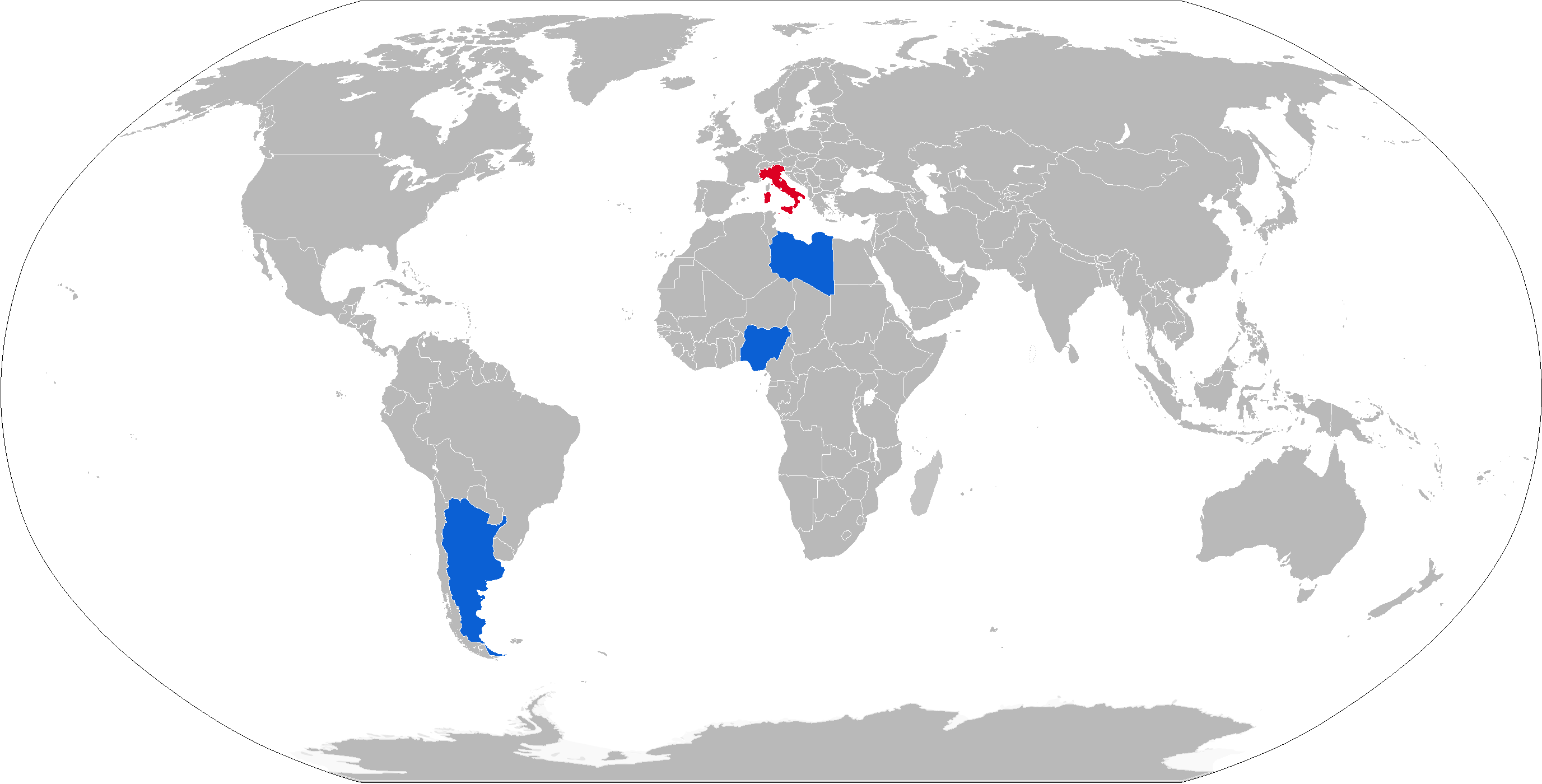
خريطة توضح مشغلي البلماريا باللون الازرق

### المشغلون الحاليون
- الأرجنتين - اشترت 20 برج بالماريا في 1986. وحولتهم الي 17/18 تام في سي ايه شاسيه.
- ليبيا- بديتاً طلبت 210 مركبة في عام 1982 وتم احصاء 160 مركبة في عام 2004, العديد منها دمر خلال الثورة والحرب الاهلية في ليبيا.
- نيجيريا - اشترت 25 مركبة في عام 1982.